# فيازما
فيازما (بالروسية: Вязьма) هي إحدى مدن روسيا في الكيان الفدرالي الروسي سمولينسك أوبلاست.
تقع المدينة على نهر فيازما وتبعد عن موسكو 234.5 كم، ومساحتها 49 كيلومترا مربعا ونفوسها 55 الف نسمة.

## تاريخ المدينة
تدل حفريات الاثار في المنطقة على ان الإنسان كان يقطن هذا المكان منذ القرن الثامن، الا ان ذكر المدينة في السجلات التاريخية جاء عام 1239 حيث يعتبر هو تاريخ تأسيس المدينة.
أصبحت المدينة تابعة لامارة موسكو عام 1493 . وفي عامي 1563 و1566 زارها القيصر إيفان الرابع. وخلال الفترة المظلمة انتفض فلاحو المناطق المحيطة بالمدينة بعد ان احتلتها القوات البولندية. شكل سكان المدينة فصيلا من المتطوعين انضم إلى قوات الأمير بوجارسكي الذي حارب الغزاة البولنديين. وبعد انتهاء الحرب استمرت هجمات البولنديين على المدينة لذلك قرر القيصر ميخائيل فيودروفيتش تحصين المدينة جيدا، حيث تم بناء سور خشبي حولها فيه 6 ابراج بنيت من الحجر مازال واحد منها«برج سباسكي» قائما حتى اليوم.
أصبحت مدينة فيازما خلال الفترة من 21 أكتوبر/ تشرين الأول عام 1654 ولغاية 10 فبراير/ شباط عام 1655 مقرا مؤقتا للحكومة الروسية بسبب الوباء الذي انتشر في موسكو، التحق بالحكومة القيصر وعائلته والبطريرك نيكون.
خلال الحرب الوطنية عام 1812 جرت في ضواحي المدينة معارك ضارية بين جيوش نابليون المنسحبة والقوات الروسية التي الحقت بها هزيمة ساحقة. وتخليدا لهذا الانتصار اقيم في المدينة تمثالان.
تطورت المدينة وازدهرت في منتصف القرن الـ 19 وظهرت فيها مؤسسات صناعية واصبحت من المراكز التجارية الكبيرة في روسيا، حيث كان فيها 26 كنيسة وحوالي 1500 مبنى وأكثر من 200 متجرا، وكان انجاز خط سكك الحديد موسكو – بريست عاملا مهما في استمرار تطور المدينة بوتائر سريعة.
بعد قيام ثورة أكتوبر عام 1917 افتتحت في المدينة مؤسسات تعليمية وصحية وانشئت مصانع حديثة وتوسعت المدينة وازداد عدد سكانها كثيرا.
خلال سنوات الحرب الوطنية العظمى (1941 – 1945) تعرضت المدينة منذ شهر يوليو/ تموز عام 1941 إلى قصف جوي مستمر وخاصة محطة سكك الحديد. وخلال المعارك التي جرت في ضواحي المدينة تمكنت القوات السوفيتية من ايقاف تقدم القوات المعادية نحو العاصمة موسكو. وبعد معارك ضارية راح ضحيتها أكثر من 1.5 مليون شخص تمكنت القوات الفاشية من فرض سيطرتها على المنطقة واحتلت المدينة في يوم 7 أكتوبر/ تشرين الأول عام 1941.
بعد ان احتل الفاشست المدينة اقاموا فيها معسكرين للاعتقال خصص احدهم للجنود والضباط الذين وقعوا في الاسر والاخر للمدنيين. كان المعتقلون يتعرضون إلى التعذيب المستمر والتجويع بحيث وصل عدد الوفيات إلى 300 شخص يوميا، ناهيك عن الوفيات الناتجة عن عمليات الإعدام اليومية.
تم تحرير المدينة في 12 مارت/ اذار خلال عملية رجيف – فيازما. لقد كانت المدينة عبارة عن انقاض وخرائب وقد كتب قسطنطين سيمونوف عندما دخل المدينة بعد تحريرها «لقد دمرت المدينة واحرقت بشكل يجعلني لافهم شيئا: يمكن من أحد اطراف المدينة مشاهدة انقاض الطرف المقابل».

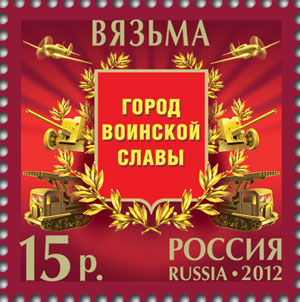
فيازما-مدينة المجد العسكري

وقررت الحكومة السوفيتية ادراج اسم المدينة ضمن قائمة الـ 15 مدينة التي يجب إعادة اعمارها في المرحلة الأولى. وتثمينا لبسالة وبطولة سكان المدينة وجهودهم في إعادة بنائها بعد انتهاء الحرب منحت المدينة لقب مدينة المجد العسكري.

## فيازما اليوم
تعتبر مدينة فيازما من المراكز الصناعية والزراعية الضخمة في مقاطعة سمولينسك حيث تعمل فيها مصانع لانتاج الغسالات والمجففات الكهربائية المختلفة ومصانع المعدات والمولدات والاجهزة الكهربائية ومصانع لانتاج المعدات والرافعات المستخدمة في المستودعات ومصانع الانسجة الكتانية واخرى للصناعات الجلدية ومصانع المواد الغذائية والصناعات الخفيفة

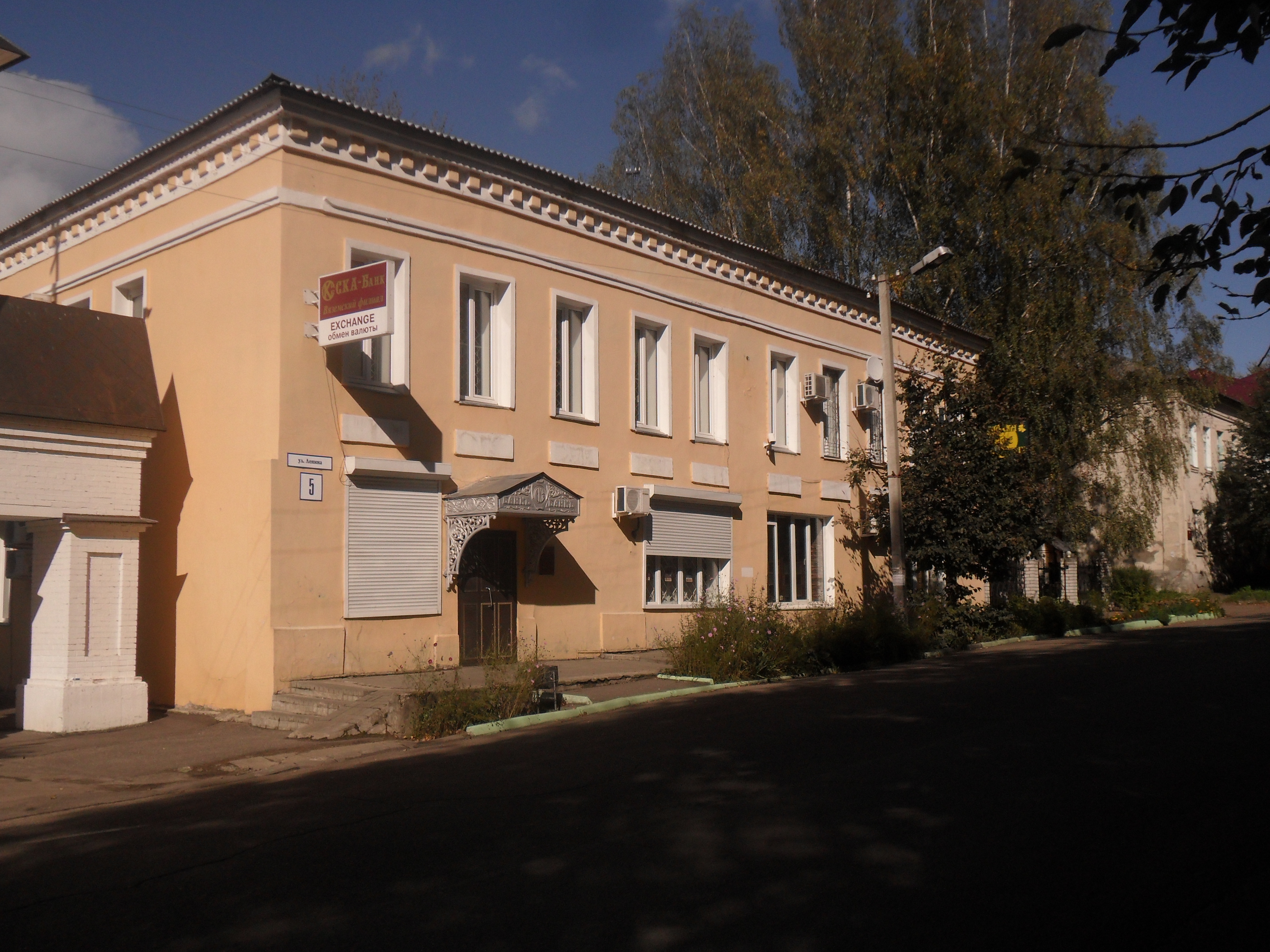
أحد شوارع المدينة

 إضافة إلى مصانع مواد البناء وغيرها. كما يوجد في المدينة عدد كبير من فروع الجامعات الحكومية وعدد من المعاهد المهنية المتوسطة والمدارس ورياض الأطفال وفيها 10 مكتبات عامة و3 قصور ثقافة وعدد من المسارح الشعبية ومدرسة لتعليم الموسيقى واخرى للفنون الجميلة. يعمل في المدينة عدد من المتاحف مثل متحف المدينة التاريخي الذي تعرض فيه بالإضافة إلى المعروضات القديمة أعمال وانتاجات فنانو ونحاتو المدينة ومتحف «خميليتا» وهو محمية طبيعية. كما يوجد في المدينة نادي الطيران المختص بالتدريبات الاولية للطيارين.

## المعالم الاثرية والمعمارية للمدينة
تقع في الجزء المركزي المرتفع للمدينة كاتدرائية الثالوث الاقدس التي شيدت خلال الفترة بين اعوام 1674 – 1677 وارفقت بها في منتصف القرن الـ 19 صالة الطعام وقبة الاجراس المتدرجة. وهناك أيضا كنيسة المخلص ذات 5 قباب المبنية عام 1691 على طراز «باروكو ناريشكين». 

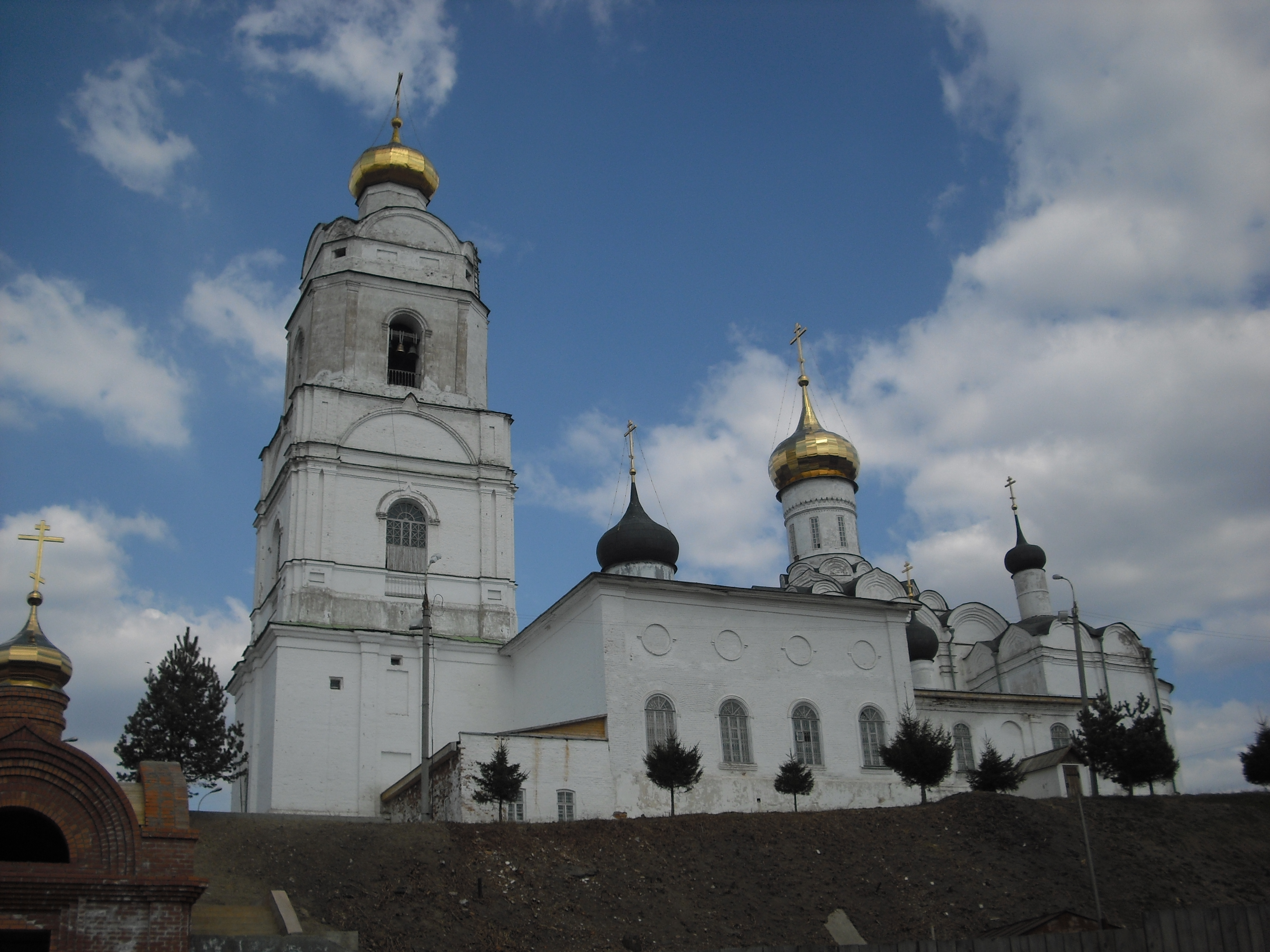
كاتدرائية الثالوث الاقدس

وتقع على الساحة المركزية للمدينة كنيسة والدة الله المبنية عام 1727 على طراز «باروكو» وقد الحقت بها في عام 1785 صالة الطعام. يقع إلى جانب الكنيسة نصب لشهداء الحرب الوطنية عام 1812 . كما بقي من سور المدينة القديم الذي بني عام 1630 برج سباسكي فقط. وعلى مسافة قريبة منه مجمع دير بني على الطراز الكلاسيكي يتضمن كنيسة ذات قبة اجراس بثلاثة ادوار (1714 – 1763) كما توجد مباني سكنية شيدت خلال القرنين الـ 18 و19
وفي ضواحي المدينة كنيسة يكاتيرينا ذات الـ 5 قباب المبنية في النصف الثاني من القرن الـ 18 . وهناك أيضا مجمع دير يوحنا المعمدان المبني في عام 1536 وكنيسة اوديغيتريا المبنية خلال الفترة بين عامي 1635 و1638 . واصبحت قرية خميليتا الواقعة بالقرب من المدينة والتي كانت ملكا لعائلة الكاتب والدبلوماس الكسندر غريبويدوف متحفا ثقافيا وتاريخيا ومحمية طبيعية حكومية. ومنذ عام 1986 تجري في هذه المحمية احتفالات سنوية تسمى «أيام غريبويدوف». وهناك أيضا كنيسة بطرس وبولس وغيرها من الكنائس القديمة. إضافة لهذه المعالم، يوجد في المدينة عدد من المعالم الحديثة والتماثيل التي تخلد ابطال المعارك التي جرت خلال الحرب مع نابليون عام 1812 والحرب الوطنية العظمى.

## الوصلات الخارجية
الطقس في فيازما
مدينة فيازما(بالروسية)